# The Bangles
The Bangles es una banda de pop rock estadounidense, uno de los primeros grupos formados exclusivamente por mujeres (no grupo vocal) a principios de los años ochenta, influidas por la new wave y un tanto del estilo garage rock. Formada en Los Ángeles, en 1981, despuntaron gracias a sus mayores éxitos comerciales como  «Walk Like an Egyptian» (1986), que se convirtió en un fenómeno mundial; «Manic Monday» (1986), una canción escrita por Prince; y por una versión de «Hazy Shade of Winter» (1987) de Simon & Garfunkel, que apareció en la película Less Than Zero.
Originalmente formada por Susanna Hoffs (guitarra y voz), las hermanas Vicki Peterson (guitarra y voz) y Debbi Peterson (batería y voz); y Annette Zilinskas (bajo). La banda comenzó como parte de la escena Paisley Underground, un movimiento musical angelino fuertemente influenciado por el rock y la psicodelia de los años 60. Sus primeros trabajos combinaban melodías de guitarra vibrantes con un toque power-pop. Tras la marcha de Zilinskas en 1983 para centrarse en otros proyectos, Michael Steele, exmiembro de The Runaways, se unió como bajista y vocalista, consolidando la formación clásica. En 2018, Zilinskas volvió de nuevo al grupo.
Después de su tercer álbum, Everything (1988), y el éxito de «Eternal Flame», la banda luchó con tensiones internas y se disolvió en 1989. Sin embargo, se reunieron a fines de la década de 1990, grabando material nuevo y actuando en vivo.

## Historia

### 1981–1983: Formación e inicios

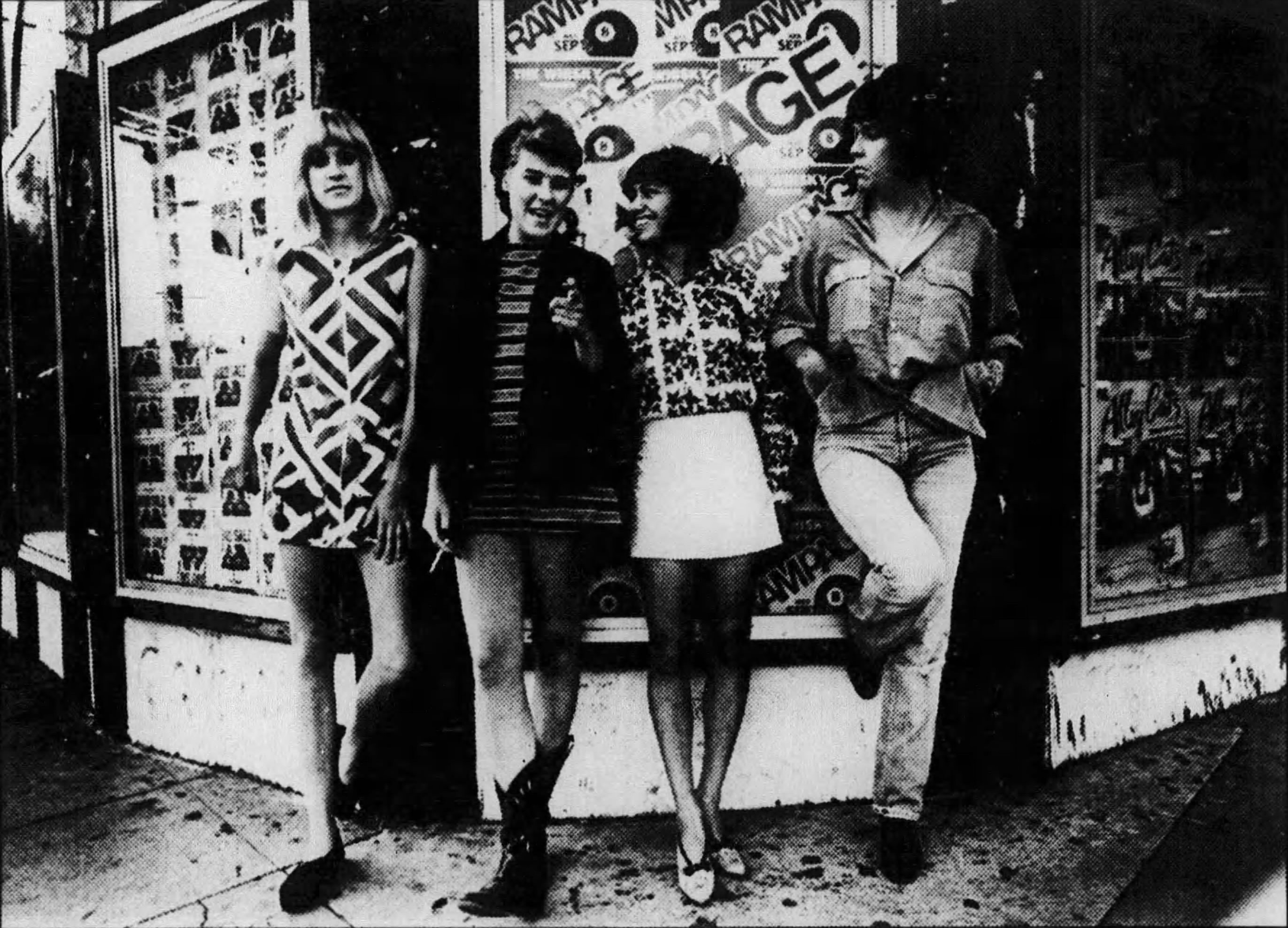
The Bangles en 1982.

The Bangles se formó en Los Ángeles, California en 1981. Un año antes, Susanna Hoffs colocó un anuncio clasificado en el semanario "The Recycler"; al que Annette Zilinskas respondió. Por otro lado Lynn Elkind, compañera de piso de las hermanas Peterson, también colocó otro. Hoffs llamó en respuesta al anuncio de Elkind y fue Vicki Peterson quién contestó el teléfono, y en su conversación descubrieron muchos intereses comunes.
El resultado fue la formación original (y también vigente desde 2018) que se presentó por primera vez como The Colours en 1981. Entonces, cambiaron de nombre a The Supersonic Bangs, que luego se acortó a The Bangs. Sin embargo, un grupo de Nueva Jersey también llamado "The Bangs" amenazó con demandarlas, por lo que cambiaron su nombre a The Bangles (por su similitud con The Beatles).
Esta formación grabó un sencillo a 45 rpm en 1981 con dos canciones: Getting out of Hand / Call on Me y fueron fichadas por Faulty Products, un sello formado por Miles Copeland. Con Susanna Hoffs y Vicki Peterson como vocalistas y guitarristas, Debbi Peterson en la batería y percusión, Annette Zilinskas se convirtió en la bajista, además de tocar la armónica. Con Ziliniskas, grabaron un EP titulado Bangles, en 1982. Un año más tarde, Zilinskas dejó el grupo y fue reemplazada por Michael Steele, que anteriormente tocaba con el grupo The Runaways.

### 1984–1989: Éxito internacional y separación

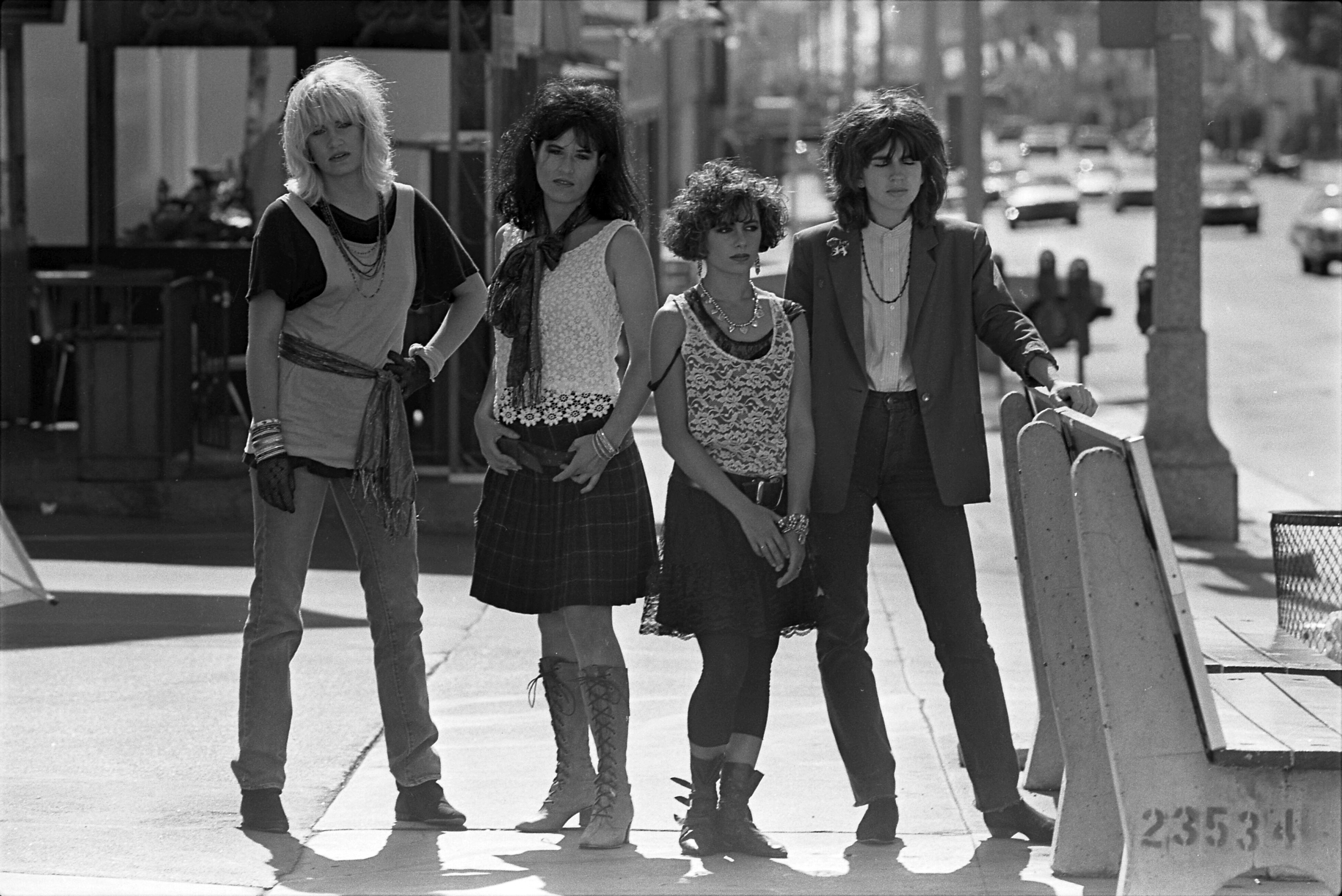
The Bangles en 1984

La banda firmó con Columbia Records y publicó su primer álbum de estudio titulado, All Over the Place en 1984, y puso en evidencia las raíces pop de la banda. Con los sencillos lanzados, "Hero Takes a Fall" y la canción beatlesca "Going Down to Liverpool" y gracias a la buena acogida del álbum, hizo captar la atención de Prince, quién le escribió Manic Monday. Con este tema, alcanzaron el n.º 2 en Estados Unidos.
En 1986, aparece el segundo álbum de la banda, Different Light (mejor elaborado que su predecesor), que incluía el éxito mundial Walk Like an Egyptian, lo que permitió a la banda establecerse con gran éxito en todas las emisoras de radio y en especial en la cadena de televisión MTV. Al año siguiente, participan en la banda sonora de la película Less than Zero (1987) con una versión de la canción de Simon & Garfunkel,  A Hazy Shade of Winter , la canción alcanzó el puesto número dos del Hot 100 Billboard.

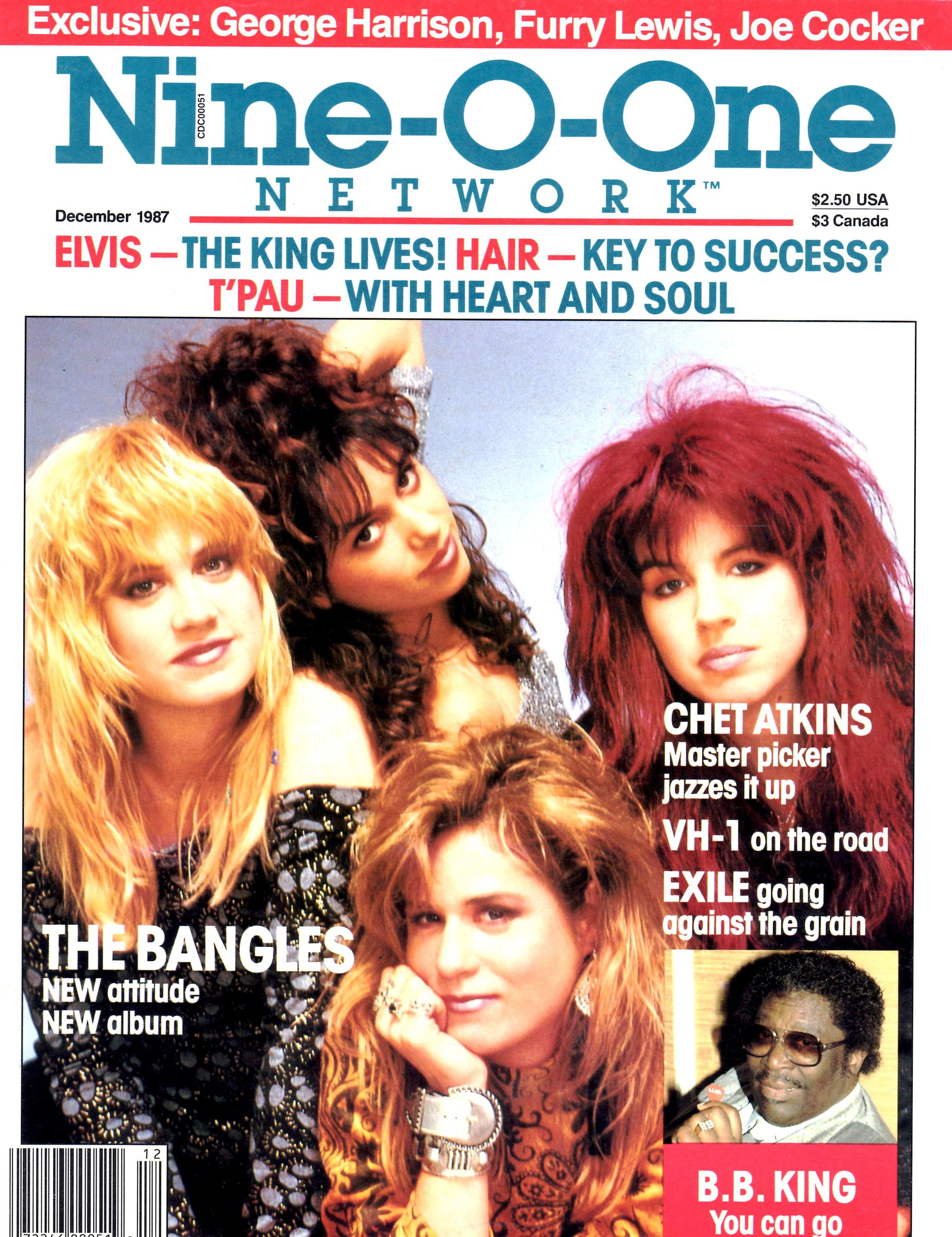
The Bangles en portada de la revista, Nine-O-One Network, diciembre de 1987.

En 1988, aparece el álbum titulado Everything, producido por Davitt Sigerson. Este fue otro éxito multiplatino, que incluía su sencillo de mayor venta, Eternal Flame, pero las relaciones de trabajo entre las integrantes del grupo se habían dañado, y la banda se separó después de este álbum.
Así tras la separación, Susanna Hoffs inició su carrera como solista, y Vicki Peterson inició una gira con The Go-Go's y Continental Drifters, mientras que Debbi Peterson se uniría con Siobhan Maher al corto proyecto llamado Kindred Spirit.
También alcanzaron el #2 con la versión de Simon and Garfunkel, Hazy Shade of Winter, incluida en la BSO de la película Less Than Zero, y en el recopilatorio Greatest Hits de 1990.

### 1998–presente: Nueva música y años de gira
En 1998, la banda volvió para grabar una canción de la banda sonora de la película de Austin Powers: The Spy Who Shagged Me (1999) del director Jay Roach. En el año 2000, fueron incluidas en el Salón de la Fama de los Grupos Vocales y se reunieron nuevamente para realizar una gira, y entre ese año y el 2003, grabaron un nuevo álbum: Doll Revolution. Este álbum con canciones como Stealing Rosemary, Ride the Ride, Nickel Romeo y el sencillo Something That You Said, fue lanzado al mercado el 9 de septiembre de 2003. La versión japonesa del disco presenta canciones adicionales.
La canción principal, escrita por Elvis Costello, se grabó originalmente para su álbum de 2002, When I Was Cruel. El álbum fue un gran éxito de regreso en Alemania después de que actuaran en el programa de televisión más importante del país, "Wetten, dass..?", pero no logró impactar en otros mercados como el Reino Unido, Estados Unidos y Australia. En julio de 2004, Paul McCartney entregó a las Bangles "diplomas honorarios de rock and roll" de su Instituto de Artes Escénicas de Liverpool.
En mayo de 2005, las integrantes del grupo anunciaron la partida de Michael Steele. Steele  fue remplazada en directo por la bajista Abby Travis. El 31 de diciembre de 2005, el grupo interpretó "Hazy Shade of Winter" frente a Times Square y más tarde "Eternal Flame" como parte de Dick Clark's New Year's Rockin' Eve 2006. Travis fue despedida en 2008.

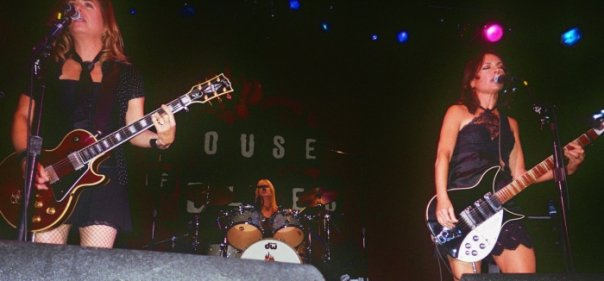
The Bangles actuando en Cleveland, Ohio, en agosto de 2007.

En septiembre de 2011, salió al mercado el álbum Sweetheart of the Sun, donde se hace notar al grupo nuevamente como trío, al igual que en sus inicios. La canción Ana Lee (Sweetheart of the Sun) es el tema más sobresaliente de esta producción, que también incluye dos versiones de temas de otros grupos: una hecha al tema Sweet and Tender Romance, del grupo británico femenino The McKinleys, de 1964, y otra al clásico del grupo The Nazz: "Open my Eyes", de 1968, escrita por Todd Rundgren.
En 2013, tocaron dos noches con otras tres bandas, the Dream Syndicate, the Three O'Clock y Rain Paradeen en la sala de conciertos,the Fillmore en San Francisco y en el the Fonda Theatre en Los Ángeles (concierto benéfico). La bajista original Annette Zilinskas comenzó a unirse a la banda para shows en vivo seleccionados en 2014 y se reincorporó a la banda en 2018. Esta fue la primera vez que las cuatro miembros fundadores originales tocaban juntas desde 1983.
Tres nuevas grabaciones inéditas de la banada se lanzaron en noviembre de 2018 como parte de un álbum recopilatorio llamado 3 × 4, que también incluía versiones de sus éxitos, por las bandas the Dream Syndicate, the Three O'Clock y Rain Parade. Las cuatro bandas se reunieron para tocar en el Museo Grammy en mayo de 2019.

## Miembros

### Miembros actuales
- Susanna Hoffs – vocalista y coros. (1981–1989, 1998–presente)
- Debbi Peterson – batería, vocalista y guitarra acústica. (1981–1989, 1998–presente)
- Annette Zilinskas – bajista y armonía. (1981–1983, 2018–presente)
- Vicki Peterson – guitarrista y vocalista. (1981–1989, 1998–presente)

#### Exmiembros
- Michael Steele – bajista, guitarra acústica y vocalista. (1983–1989, 1998–2005)

### Miembros en vivo
- Abby Travis – bajista (2005–2008)
- Derrick Anderson – bajista (2008–2016)[39]
- Walker Iglehart – teclados (1980s)
- Greg "Harpo" Hilfman – teclados (1989, 1998–2011)

## Discografía

### Álbumes de estudio
- All Over the Place (1984)
- Different Light (1985)
- Everything (1988)
- Doll Revolution (2003)
- Sweetheart of the Sun (2011)

### Otros
- Bangles (1982)
- Greatest Hits (1990)
- Super Hits (2000)
- Eternal Flame (2001)
- The Essential (2004)
- Ladies and Gentlemen... The Bangles! (2014)

### Sencillos
| Año  | Título                                    | Mejor posición en listas | Mejor posición en listas | Mejor posición en listas | Álbum                                                             |
| Año  | Título                                    | EE. UU. Hot 100          | EE. UU. Adult Singles    | UK Singles Chart         | Álbum                                                             |
| ---- | ----------------------------------------- | ------------------------ | ------------------------ | ------------------------ | ----------------------------------------------------------------- |
| 1981 | "Getting Out Of Hand"                     | —                        | —                        | —                        |                                                                   |
| 1983 | "The Real World"                          | —                        | —                        | —                        | Bangles                                                           |
| 1984 | "Hero Takes a Fall"                       | —                        | —                        | 96                       | All Over The Place                                                |
| 1985 | "Going Down to Liverpool"                 | —                        | —                        | 79                       | All Over The Place                                                |
| 1985 | "Manic Monday"                            | 2                        | 10                       | 3                        | Different Light                                                   |
| 1986 | "If She Knew What She Wants"              | 29                       | 24                       | 31                       | Different Light                                                   |
| 1986 | "Going Down to Liverpool" (relanzamiento) | —                        | —                        | 56                       | All Over The Place                                                |
| 1986 | "Walk Like an Egyptian"                   | 1                        | —                        | 3                        | Different Light                                                   |
| 1987 | "Walking Down Your Street"                | 11                       | —                        | 16                       | Different Light                                                   |
| 1987 | "Following"                               | —                        | —                        | 55                       | Different Light                                                   |
| 1987 | "Hazy Shade Of Winter"                    | 2                        | —                        | 11                       | Banda sonora de la película Less Than Zero                        |
| 1988 | "In Your Room"                            | 5                        | —                        | 35                       | Everything                                                        |
| 1989 | "Eternal Flame"                           | 1                        | 1                        | 1                        | Everything                                                        |
| 1989 | "Be With You"                             | 30                       | —                        | 23                       | Everything                                                        |
| 1989 | "I'll Set You Free" (remix)               | —                        | —                        | 74                       | Everything                                                        |
| 1990 | "Everything I Wanted"                     | —                        | —                        | —                        | Greatest Hits                                                     |
| 1990 | "Walk Like An Egyptian" (remix)           | —                        | —                        | 73                       | Greatest Hits                                                     |
| 1990 | "The Eternal Mix"                         | —                        | —                        | —                        | Greatest Hits                                                     |
| 1999 | "Get The Girl"                            | —                        | —                        | —                        | Banda sonora de la película Austin Powers: The Spy Who Shagged Me |
| 2003 | "Something That You Said"                 | —                        | 26                       | 38                       | Doll Revolution                                                   |
| 2003 | "Tear Off Your Own Head"                  | —                        | —                        | 79                       | Doll Revolution                                                   |
| 2003 | "I Will Take Care Of You "                | —                        | —                        | 79                       | Doll Revolution                                                   |
| 2006 | "Light My Way"                            | —                        | —                        | —                        | Sencillo digital                                                  |
| 2011 | "Anna Lee (Sweetheart of the Sun)"        | —                        | —                        | —                        | Sweetheart of the Sun                                             |

## Videografía
- The Haircut (1982) (aparecen durante pocos segundos)
- The Bangles - Greatest Hits: Videos (Beta / VHS / Laser Disc) (1990)
- Las chicas Gilmore - Temporada 1, Episodio 13  (2000)
- Doll Revolution Bonus DVD (2003)
- The Bangles - Greatest Hits: Videos (DVD) (2005)
- The Bangles - Return to Bangleonia - Live in concert (DVD) (2007)

## Premios y nominaciones
| Año  | Premiación                       | Trabajo                 | Categoría                  | Resultado |
| ---- | -------------------------------- | ----------------------- | -------------------------- | --------- |
| 1987 | Brit Awards                      | The Bangles             | Mejor grupo internacional  | Ganadora  |
| 1987 | Smash Hits Poll Winners Party    | The Bangles             | Most Promising New Act     | Nominada  |
| 1987 | American Video Awards            | "Walk Like an Egyptian" | Best Group Performance     | Ganadora  |
| 1987 | MTV Video Music Awards           | "Walk Like an Egyptian" | Best Group Video           | Nominada  |
| 1987 | MTV Video Music Awards           | "Walk Like an Egyptian" | Best Choreography          | Nominada  |
| 1988 | MTV Video Music Awards           | "Hazy Shade of Winter"  | Best Video from a Film     | Nominada  |
| 1988 | Nickelodeon's Kids Choice Awards | Themselves              | Favorite Music Group       | Nominada  |
| 1988 | Pollstar Concert Industry Awards | Themselves              | Next Major Arena Headliner | Nominada  |
| 1989 | Smash Hits Poll Winners Party    | Themselves              | Best Group                 | Nominada  |
| 1990 | ASCAP Pop Music Awards           | "Eternal Flame"         | Most Performed Song        | Ganadora  |
| 2015 | She Rocks Awards                 | Themselves              | Lifetime Achievement Award | Ganadora  |